# Trần Thị Nhi Yến
Trần Thị Nhi Yến (9 luglio 2005) è una velocista vietnamita che ha vinto la medaglia di bronzo ai campionati asiatici 2025 nei 100 metri piani.

## Record nazionali
Juniores (under 20)
- 100 metri piani: 11"40 ( Dubai, 24 aprile 2024)
- 200 metri piani: 23"54 ( Phnom Penh, 8 maggio 2023)

## Progressione

### 100 metri piani
| Stagione | Misura | Luogo   | Data      | Rank. Mond. |
| -------- | ------ | ------- | --------- | ----------- |
| 2025     | 11"54  | Gumi    | 28-5-2025 |             |
| 2024     | 11"40  | Dubai   | 25-4-2024 |             |
| 2023     | 11"55  | Bangkok | 14-7-2023 |             |

### 200 metri piani
| Stagione | Misura | Luogo      | Data      | Rank. Mond. |
| -------- | ------ | ---------- | --------- | ----------- |
| 2025     | 23"54  | Gumi       | 30-5-2025 |             |
| 2024     | 24"16  | Dubai      | 24-4-2024 |             |
| 2023     | 23"54  | Phnom Penh | 30-5-2023 |             |

## Palmarès
| Anno | Manifestazione  | Sede     | Evento      | Risultato  | Prestazione | Note  |
| ---- | --------------- | -------- | ----------- | ---------- | ----------- | ----- |
| 2023 | Asiatici        | Bangkok  | 100 m piani | 8ª         | 11"64       | [ 2 ] |
| 2023 | Asiatici        | Bangkok  | 200 m       | Semifianle | 24"00       |       |
| 2023 | Giochi asiatici | Hangzhou | 100 m piani | 8ª         | 11"58       |       |
| 2023 | Giochi asiatici | Hangzhou | 200 m piani | 7ª         | 23"85       |       |
| 2024 | Asiatici U20    | Dubai    | 100 m piani | Argento    | 11"40       | [ 3 ] |
| 2024 | Asiatici U20    | Dubai    | 200 m piani | Argento    | 23"48       | [ 4 ] |
| 2024 | Olimpiade       | Parigi   | 100 m piani | Batteria   | 11"79       |       |
| 2025 | Asiatici        | Gumi     | 100 m piani | Bronzo     | 11"54       | [ 5 ] |
| 2025 | Asiatici        | Gumi     | 200 m       | Batteria   | 24"02       | [ 6 ] |

## Altre competizioni internazionali
2023
- Bronzo ai Giochi del Sud-est asiatico, ( Phnom Penh), 100 m piani - 11"75[7]
- Argento ai Giochi del Sud-est asiatico, ( Phnom Penh), 200 m piani - 23"54[8]